# Meaghan Jette Martin
Meaghan Jette Martin (født 17. februar 1992 i Las Vegas, Nevada) er en amerikansk skuespiller og sanger som er bedst kendt for sin rolle som Tess Tyler i Disney Channels Camp Rock. 

## Filmografi[1]

### Films
| 2009 | Dear Lemon Lima (post-production) | Megan                            |
| 2009 | Camp Rock 2 (Pre-production)      | Tess Tyler                       |
| 2008 | Privileged (Post-production)      | Middle School Girl               |
| 2008 | Camp Rock                         | Tess Tyler (Camp Rock Evil girl) |

### Tv
| 2008 | Jonas Brothers: Living the Dream                  | Sig selv        |
| 2008 | Jonas Brothers: Band in a Bus                     | Sig selv        |
| 2007 | The Suite Life of Zack and Cody (Sleepover Suite) | Stacie          |
| 2007 | Just Jordan (Home Alone In The Diner)             | Ashley          |
| 2007 | Close to Home (Fall from Grace)                   | Candy           |
| 2006 | Cookin' Rocks                                     | Principal/Pilot |

### Teater
| Year | Stage Play               | Part                     |
| ---- | ------------------------ | ------------------------ |
| 2006 | 13 Workshop              | Kendra                   |
| 2003 | Sleeping Beauty          | Young Sleeping Beauty    |
| 2004 | School House Rock, Live! | Lead Soloist             |
| 2005 | A Christmas Carol        | Carol Cratchit/Elizabeth |
| 2006 | Dorothy Meets Alice      | Alice                    |
| 2006 | The Wind in the Willows  | Ratty                    |
| 2002 | Grease                   | Patty Simcox             |

### Hosting
| Year | Place                               | Role        |
| ---- | ----------------------------------- | ----------- |
| 2008 | Disney Channel Games                | Online Host |
| 2008 | Disney Channel's 3 Minute Game Show | Host        |

### Voice Over
| Year | Show                                 | Role       |
| ---- | ------------------------------------ | ---------- |
| 2008 | Jonas Brothers "A Little Bit Longer" | Video Girl |
| 1999 | Dog Boy                              | Heather    |

## References
1. ↑  Meaghan Jette Martin – Contact